# Туф
Туф (через итал. tufo от лат. tūfus, tōfus) — лёгкая, сцементированная, пористая горная порода.  По способу геологического образования различают основные типы туфов: вулканические, известковые и кремнистые. Известковые и кремнистые туфы образуют, в отличие от вулканических туфов, группу горных пород, объединенных генезисом — отложением карбоната кальция или кремнистого вещества из раствора в местах выхода на земную поверхность минеральных источников.
Используется в качестве строительного материала, прежде всего, в качестве отделочного материала.

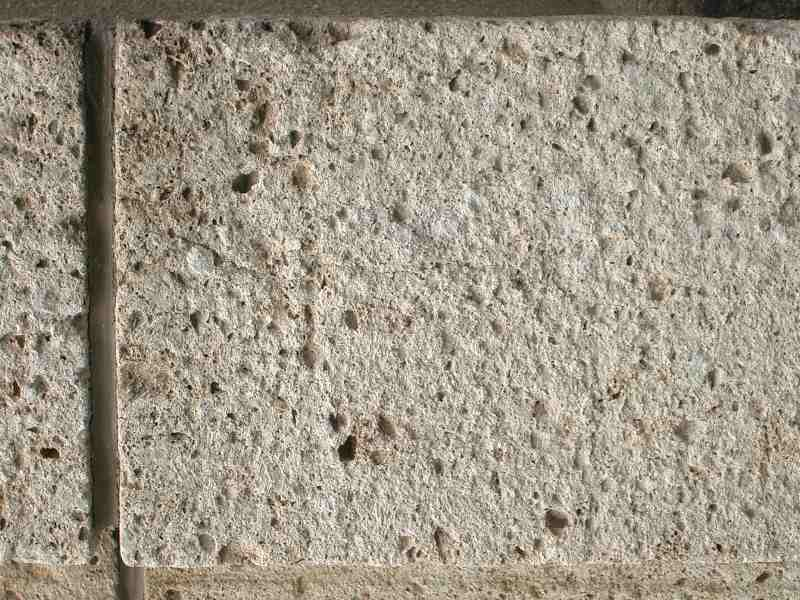
Кладка из туфа

## Легенда о происхождении
В Армении, где присутствуют огромные запасы туфа, еще в начале двадцатого века было распространено народное предание, связанное с происхождением туфа. Согласно легенде, туф возник из крови, пролитой армянами в войнах с чужеземными захватчиками.  Крови армянских воинов было пролито так много, что на протяжении веков она сгустилась и превратилась в камень, известный сегодня как туф.

## Условия образования

### Вулканические туфы

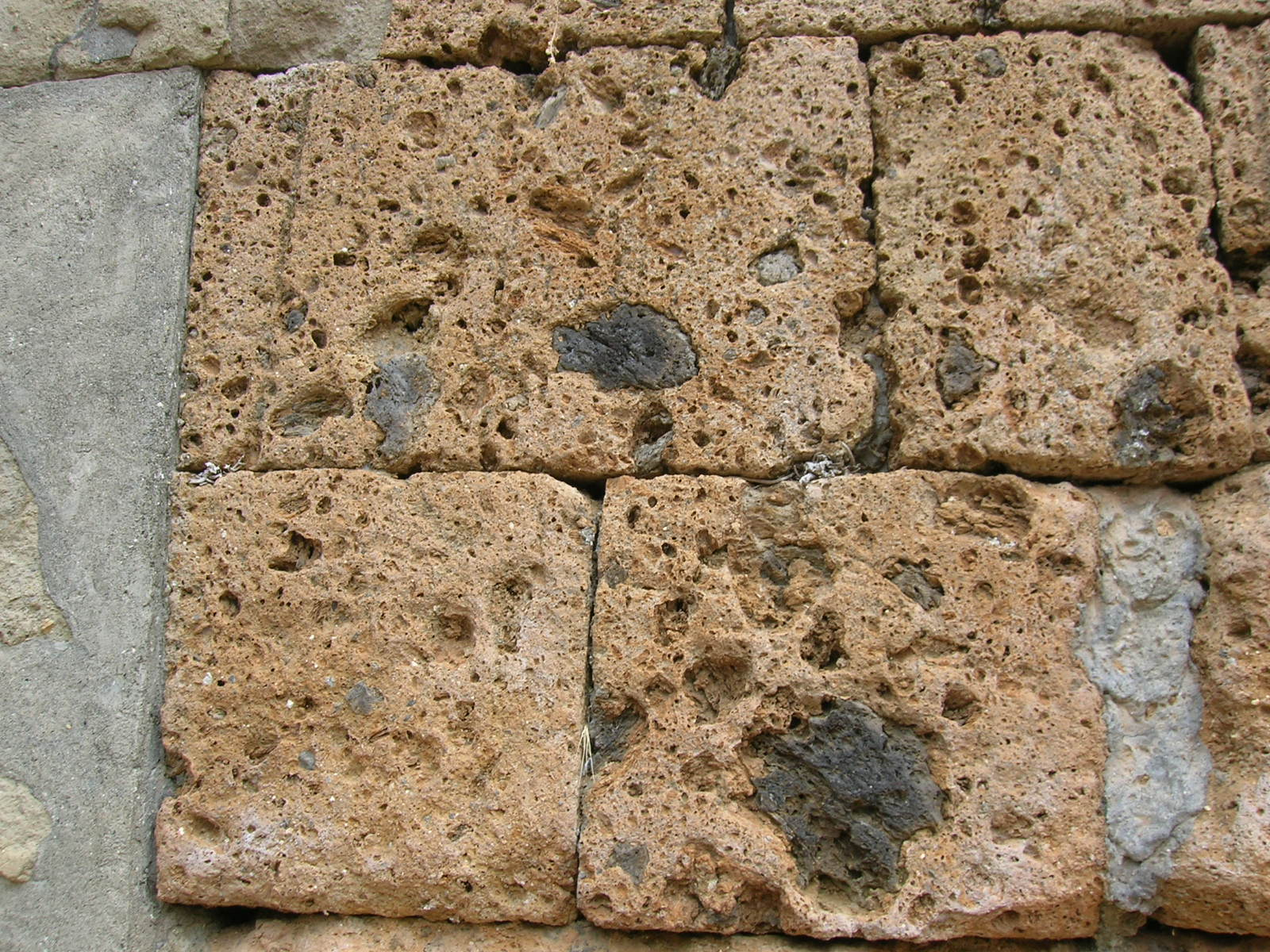
Кладка из туфа

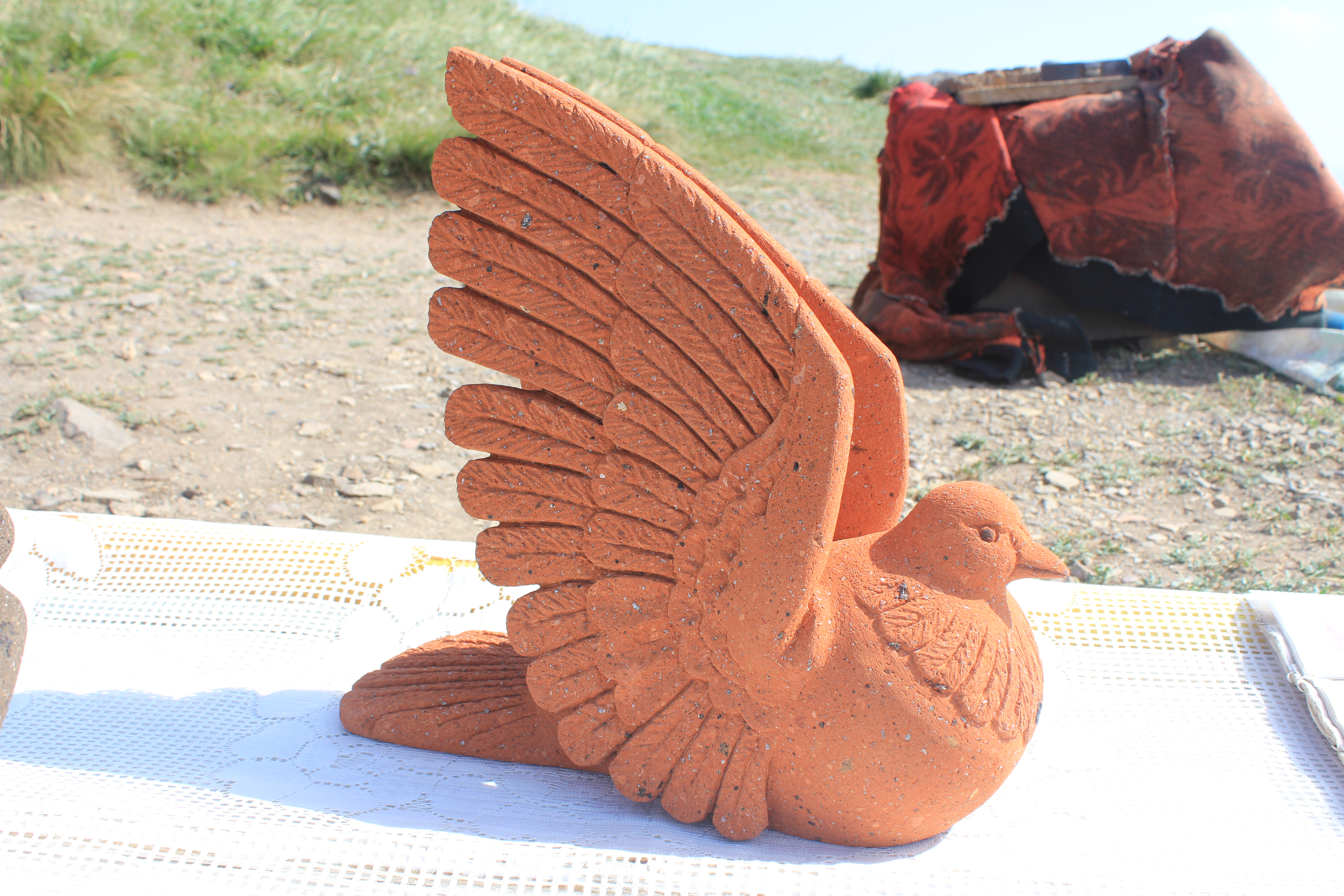
Птичка из туфа в Армении

Вулканические туфы образуются в результате цементации пирокластических материалов (тефры, лапилли, вулканических бомб, выброшенных вулканами — как на месте осаждения из воздуха выброса вулкана, так и в переотложенных воздушными или водными потоками массивах.
Состав и свойства вулканического туфа определяются составом и свойствами сцементированных пирокластических материалов. Так, вулканические туфы по составу классифицируют по образующим их породам (базальтовые, андезитовые, липаритовые и пр. туфы) и по характеру обломков (литокластические — из обломков горных пород, кристаллокластического — из кристаллов и обломков отдельных минералов, витрокластического — из фрагментов вулканического стекла).

### Травертины и гейзериты
Травертины и гейзериты образуются в результате гидрохимических процессов: в результате выветривания горных пород воды растворяют химические соединения, образуя раствор, из которого затем происходит вторичное выпадение осадков и образование новых горных пород. Если отложения происходят в результате неорганических химических процессов, образуются «накипи» и туфы.
В случае карбонатных туфов в местах выхода на земную поверхность водных источников падает давление и из раствора удаляется углекислый газ, вследствие этого растворенный гидрокарбонат кальция распадается с выделением CO2 и образовавшийся нерастворимый карбонат кальция выпадает в осадок в виде известковых туфов.
Из туфов в пещерах могут образовываться сталактиты и сталагмиты. Известковые шарики могут скапливаться и образовывать так называемые гороховые камни, относящиеся к оолитам.
Образование гейзеритов обусловлено осаждением диоксида кремния из горячих слабощелочных растворов при их охлаждении, обуславливающим снижение растворимости диоксида кремния.

### Разновидности туфов
- Известковый туф (травертин[2]) — образуется в отложениях при высоком насыщении вод источника углекислой известью. Обычно откладывается вблизи места выхода пресноводного источника у природных барьеров, вследствие чего характерно неравномерное отложение и наличие «каскадов». Может покрывать части произрастающих у источника растений. Наиболее известные туфовые месторождения с каскадами в Гиераполисе (Турция) и в Армении. Окрашен в жёлто-коричневый, кремовый цвет.
- Кремнистый туф (гейзерит) — образуется в результате выпадения из вод горячих источников (гейзеров) в результате охлаждения и парообразования на поверхности земли соединений кремния. Кремнезём из источников отлагается в виде аморфного опала или, иногда, в виде халцедона.

## Месторождения
Известны месторождения туфа в Исландии, Италии, на Камчатке (Долина гейзеров), в Новой Зеландии, Азербайджане (Гюздек, район Гарадаг), Армении (Артик), США (Йеллоустонский национальный парк).

## Применение

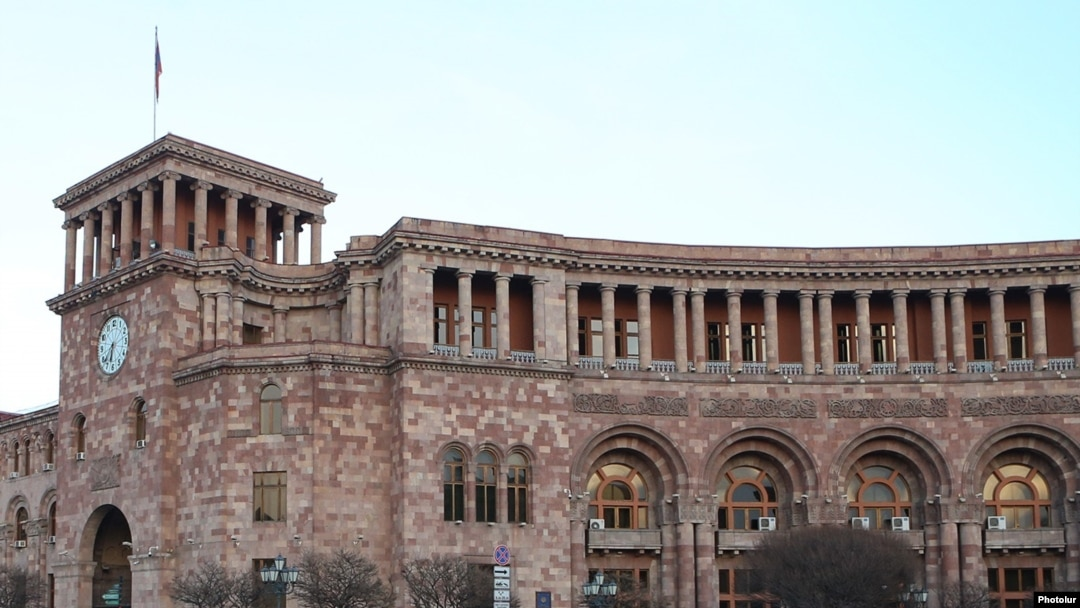
здание правительства №1 на площади республики в Ереване

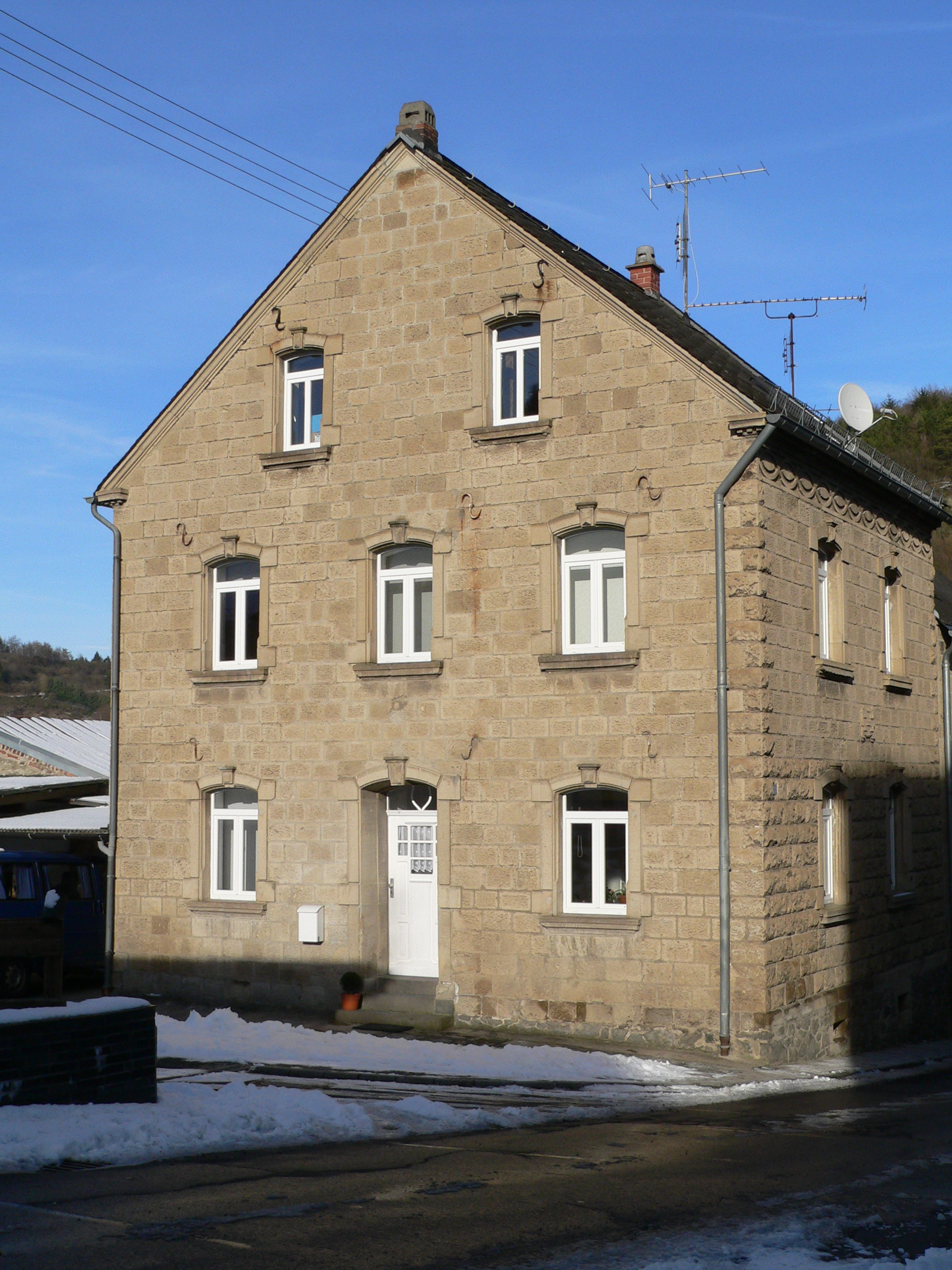
Здание из туфа, Германия

Обладающие низкой звуко- и теплопроводностью, рыхлые, пористые известковые туфы применяют в качестве строительных материалов, из травертина изготавливают напольную и облицовочную плитку.
Известковый туф применяется для возведения строений как лёгкий строительный камень, теплоизоляционный материал, для производства жжёной извести. Блоки из туфа применяются для строительства каменных зданий с древнейших времен. Туф достаточно легко обрабатывается, например, из туфа вырублены монолитные церкви Лалибэла. В то же время рыхлые туфы частично водопроницаемы, что ограничивает их использование в качестве облицовочного камня.

## Примеры использования

### Известковый туф (травертин)
- Вследствие того, что в Италии распространено использование известкового туфа, стены Колизея были воздвигнуты из этого камня, который добывали в соседнем городе Тиволи. Также травертин использовался при постройке Собора святого Петра в Ватикане.
- Ростральные колонны (Санкт-Петербург) на Стрелке Васильевского острова, метро «Выборгская».

### Вулканический туф
В Москве в 1929—1930-х годах, на улице Мясницкой, 39, по проекту Ле Корбюзье было построено административное здание с чередованием стеклянных поверхностей и поверхностей, облицованным розово-фиолетовым туфом из Армении.